# Sachin Tendulkar
Sachin Ramesh Tendulkar (Mumbai, 24 aprile 1973) è un ex crickettista indiano.

## Biografia
Giocava nel ruolo di battitore ed è considerato da molti esperti e appassionati uno dei migliori giocatori di tutti i tempi. Tendulkar ha giocato 200 test per la nazionale indiana dal 1989 e ha segnato 15.921 run ad una media battuta di 53,78. Ha anche 463 presenze in ODI's (One-day international) e ha segnato 18.426 run ad media battuta di 44,83. Ha vinto anche diversi riconoscimenti individuali tra cui il Sir Garfield Sobers Trophy nel 2010.
Ampiamente riconosciuto come il più grande battitore della sua generazione, è il più prolifico run-scorer nel cricket internazionale. Tendulkar ha segnato più di 100 run nei One Day International (ODI). Il suo totale di 51 Centuries nei Test Matches e 49 negli ODIs, gli valgono il record mondiale per maggior numero di Centuries effettuati da un battitore. È stato inoltre, il primo ed unico giocatore di cricket a segnare 100 Centuries internazionali quando nel marzo 2012, in occasione dell'incontro col Bangladesh, ne realizzò 114.
Dal 2014 è fondatore e proprietario, insieme a Prasad V Potluri, del Kerala Blasters Football Club, squadra di calcio indiana militante nella Indian Super League, fino a cedere le sue quote nel 2018. Il 27 marzo 2020 dona 50 lakh per la lotta alla COVID-19, la somma più alta fino ad allora erogata da parte di uno sportivo indiano.
Dal 2025 gli è stato dedicato il Trofeo Anderson–Tendulkar, assegnato alla squadra vincitrice delle serie di Test cricket tra Inghilterra e India giocate in Inghilterra e Galles. Il trofeo è subentrato al Trofeo Pataudi, utilizzato in precedenza per le serie ospitate dall'Inghilterra

## Vita privata
Sposato con Anjali dal 24 maggio 1995, la coppia ha due figli, nati nel 1997 e nel 1999.